# Мелітопольський ґебіт
Меліто́польський ґебі́т, Меліто́польська окру́га (нім. Kreisgebiet Melitopol) — адміністративно-територіальна одиниця генеральної округи Таврія райхскомісаріату Україна з центром у Мелітополі. Існувала протягом німецької окупації Української РСР.

## Історія
Округу утворено 1 вересня 1942 о 12:00 на території міста Мелітополь та Мелітопольського, Нововасилівського і Приазовського районів Запорізької області.
Керував округою гебітскомісар Георг Гайніш, його заступником був Гунусгаузер, міським головою Мелітополя — І. П. Курило-Кримчак, шефом Мелітопольського району — Павлов.
Восени 1942 року Мелітопольський окружний комісар Георг Гайніш розпорядився закрити у місті всі школи, а 120 учнів у віці від 10-и років направив у район річки Молочної для участі у зведенні оборонного валу. Частина школярів унаслідок непосильної праці, голоду й холоду загинула, інші тяжко занедужали. Виправдовуючи цей нелюдський вчинок, Гайніш цинічно заявив: «…У Німеччині вся молодь була залучена до воєнних справ… Так чому ж молодь не повинна працювати тут?»
У Мелітополі з 26 листопада 1941 по 1943 рік виходив російською і українською мовами часопис «Мелитопольский край/Мелітопольський край», де редактором був М. І. Баєр.
23 жовтня 1943 року в ході Мелітопольської операції, що проводилася в рамках ширшої Нижньодніпровської операції, окружний центр Мелітополь зайняли радянські війська.

## Адміністративний поділ
Станом на 1 вересня 1943 Мелітопольський ґебіт поділявся на 4 німецькі райони: міський район Мелітополь (нім. Rayon Melitopol-Stadt), сільський район Мелітополь (нім. Rayon  Melitopol-Land), район Нововасилівка (нім. Rayon Nowowassiljewka) і район Приазовське (нім. Rayon Priasowskoje).